# Alex Vargas
Alexander Vargas Blay (Hørsholm, 17 februari 1988), beter bekend als Alex Vargas, is een Deens singer-songwriter en producer. Hij heeft een Deens-Engelse moeder en een Uruguayaanse vader. Hij omschrijft zijn muziek als elektronische muziek met voorliefde voor gitaar en soulvolle melodieën.

## Loopbaan

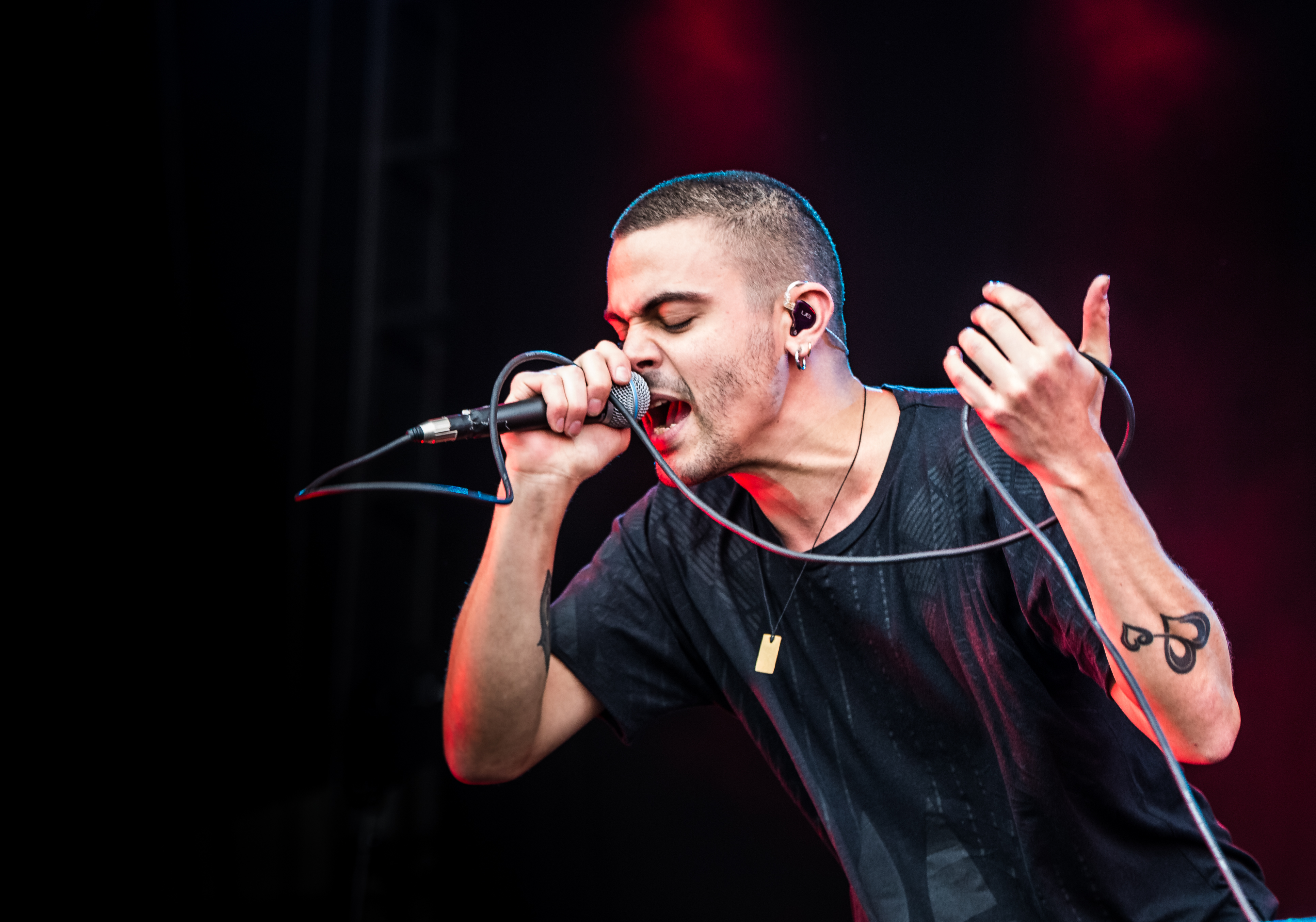
Alex Vargas - Rock am Ring 2017

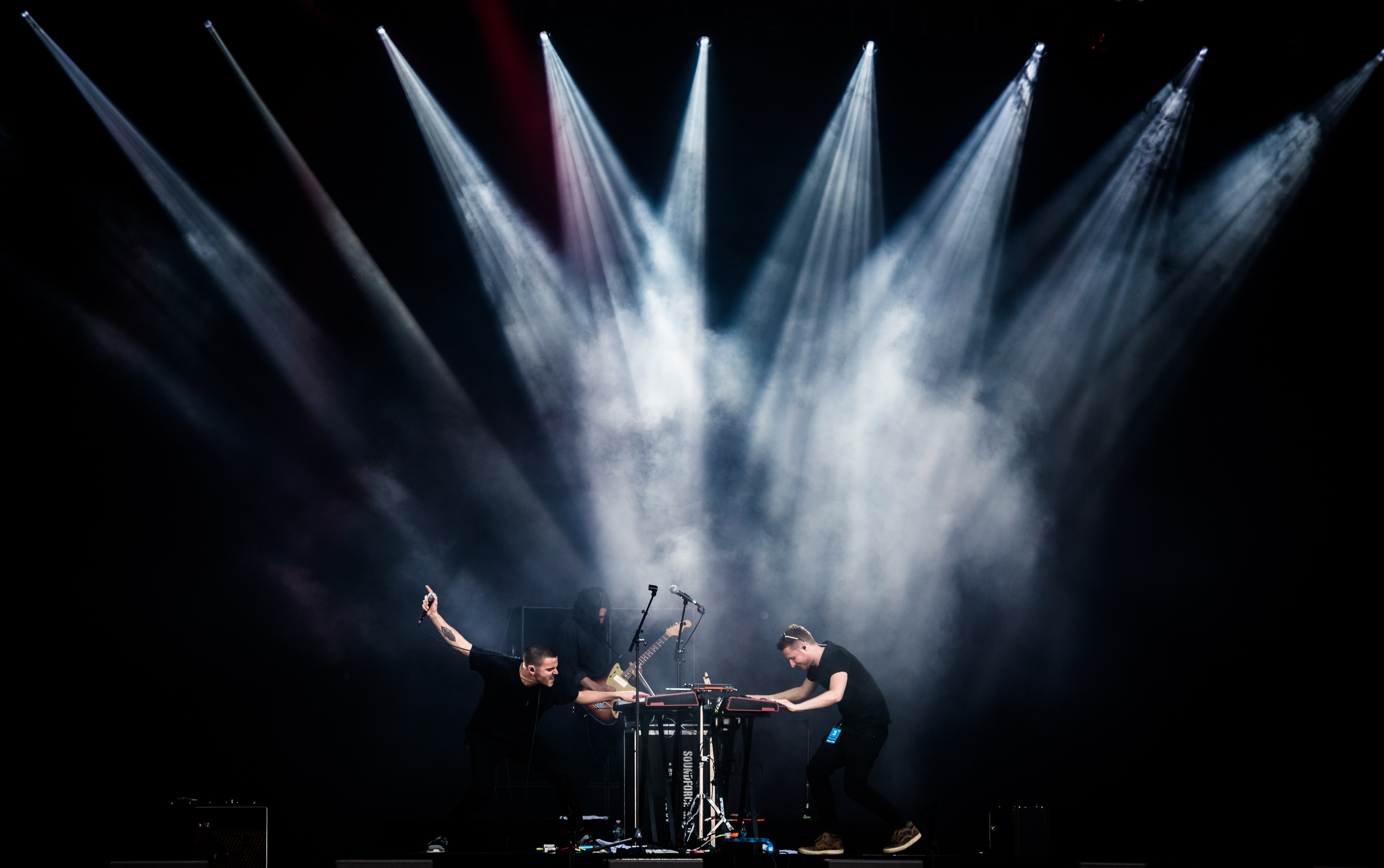
Alex Vargas - Rock am Ring 2017

Alex Vargas verhuisde op zijn zeventiende naar Londen om een muzikale carrière te volgen. Hij kreeg een contract bij Geffen Records en formeerde de band Vagabond. De band toerde door het Verenigd Koninkrijk en trad op tijdens de muziekfestivals van Glastonbury, T in the Park en VF. Op 16 februari 2010 hief hij Vagabond op om een solocarrière te gaan volgen.
In april 2012 bracht hij een rustige coverversie uit van de single More. Door het succes van de vertolking door Sandra van Nieuwland in de "blind auditions" van The voice of Holland, kwam zijn versie een week in de Nederlandse Single Top 100 terecht.
Op 12 en 13 oktober 2013 trad hij op met de tranceband Above & Beyond tijdens hun akoestische show in het Greek Theater in Los Angeles. Hij schreef en zong ook mee bij vijf songs van hun vierde studio-album We Are All We Need, dat op nummer 1 kwam in de Amerikaanse Dance/Electronic Albums (Billboard).
In 2014 tekende Vargas een contract met Copenhagen Records en begon materiaal te schrijven voor zijn komende EP en album met medewerker Tommy Sheen, die ook live met Vargas optreedt. Zijn eerste release bij Copenhagen Records was de single Till Forever Runs Out (2014), gevolgd door Solid Ground in 2015. Solid Ground werd een viral hit en is opgenomen in de EP Giving Up The Ghost uit 2016. De EP werd nummer 1 op zowel de Deense als de Nederlandse iTunes Album Chart, terwijl de featuresingle Shackled Up ook nummer 1 werd op de Deense iTunes Singles Chart en nummer 4 op de Nederlandse iTunes Singles Chart.  Shackled Up werd verkozen tot 3FM Megahit.
Hij trad op in de voorprogramma's van onder meer James Bay, Bear's Den en in december 2015 van Dotan in de Ziggo Dome.
Alex Vargas schrijft voor BMI en zijn werk wordt uitgegeven door Atlas Music Publishing in New York.

## Discografie

### Albums
- Rookie (2003) (als Alexander Vargas Blay)[5]
- Cohere (2017)

### Ep's
- Howl (2013)
- Giving Up the Ghost (2016)

- Gemeinsame Normdatei: 1130592553
- International Standard Name Identifier: 0000 0004 4645 4526
- Library of Congress Control Number: no2015024470
- MusicBrainz: 693a9b6a-28b4-490f-9d80-34f2c7c178d1
- Virtual International Authority File: 315084993
- WorldCat: E39PBJkTcPhp8wX8XH6cFKg7pP